# Rock Master 1992
Rock Master 1992 – międzynarodowe zawody we wspinaczce sportowej organizowane od 1987 roku we włoskim Arco, których 7 edycja Rock Master odbyła się w dniu 1 września w 1992.

## Uczestnicy
Organizator festiwalu Rock Master's do zawodów wspinaczkowych na sztucznych ścianach (Climbing Stadium Arco), zaprosił wspinaczy, którzy wystąpili w konkurencji;
- prowadzenie (kobiety i mężczyźni).

## Wyniki
Legenda
     * Konkurencje zawodów wspinaczkowych rozegrane tylko w ramach Rock Master 1994 zostały zaznaczone tym kolorem.
     * Zawodnicy (włoscy), organizatora zawodów  zostali zaznaczeni tym kolorem.

### Prowadzenie
W zawodach wspinaczkowych w konkurencji prowadzenie wzięło udział 16 zawodników oraz 8 zawodniczek.
| Mężczyźni |                       |       |
| Miejsce   | Zawodnik              | Wynik |
|           |                       |       |
| złoto     | Stefan Glowacz        | 7000  |
| srebro    | François Legrand      | 5600  |
| brąz      | Didier Raboutou       | 4200  |
| 4.        | Stefan Fürst          | 3850  |
| 5.        | François Lombard      | 3570  |
| 6.        | Patxi Arcocena        | 3290  |
| 7.        | Yuji Hirayama         | 3010  |
| 8.        | Saławat Rachmietow    | 2800  |
| 9.        | Jean-Baptiste Tribout | 0     |
| 10.       | Luca Giupponi         | 0     |
| 11.       | Frédéric Nicole       | 0     |
| 12.       | Severino Scassa       | 0     |
| 13.       | Luca Zardini          | 0     |
| 14.       | Christoph Finkiel     | 0     |
| 15.       | Guido Köstermeyer     | 0     |
| 16.       | François Petit        | 0     |

| Kobiety |                    |       |
| Miejsce | Zawodniczka        | Wynik |
|         |                    |       |
| złoto   | Lynn Hill          | 4700  |
| srebro  | Isabelle Patissier | 3760  |
| brąz    | Susi Good          | 2820  |
| 4.      | Robyn Erbesfield   | 2585  |
| 5.      | Nanette Raybaud    | 0     |
| 6.      | Wiera Czereszniewa | 0     |
| 7.      | Luisa Iovane       | 0     |
| 8.      | Natalie Richer     | 0     |